# Heloísa Helena
Heloísa Helena Lima de Moraes Carvalho (Pan de Azúcar, Alagoas, 6 de junio de 1962) es una enfermera, profesora y política brasileña socialista, expulsada del gobernante Partido de los Trabajadores y candidata a la Presidencia de Brasil en las elecciones generales de 2006.

## Biografía
Se crio en una familia humilde de Alagoas. Desde muy joven ha estado ligada a movimientos sociales y sindicales, siempre en defensa de las minorías y los segmentos sociales más desfavorecidos.
Enfermera de profesión, fue profesora del Epidemiología en la Universidad Federal de Alagoas, puesto al que renunció para dedicarse a la política.
En 1994 fue elegida diputada estatal en Alagoas, dedicándose principalmente a las áreas de salud, educación y reforma agraria.
En 1998 fue elegida senadora por Alagoas para el Parlamento Federal por el Partido de los Trabajadores (PT).
Con la elección de Lula da Silva, líder del PT, como presidente de Brasil en 2002, se acentuaron las tensiones ideológicas internas dentro del partido. Heloísa Helena lideró un grupo de disidentes de izquierda dentro del partido, entre los que estaban los diputados João Batista Araújo (Babá) y Luciana Genro, que no estaban de acuerdo con la política económica pragmática de Lula. Para ella y su tendencia, la política de Lula todavía era muy conciliadora y estaba demasiado cercana al dictado de Estados Unidos y a las directrices del FMI, aun y cuando el combate contra la pobreza había sido relativamente exitoso en el Gobierno de Lula, considerando las abismales desigualdades sociales y económicas históricas en Brasil.
Su tendencia empezó a votar en contra de las decisiones del gobierno, hasta que finalmente el 14 de diciembre de 2003 fueron expulsados del PT.
El 6 de junio de 2004 los disidentes fundaron un nuevo partido político llamado Partido Socialismo y Libertad (PSOL, Partido Socialismo e Liberdade).
Desde su puesto de senadora, Heloísa Helena ha sido muy crítica con el gobierno de Lula, sobre todo a raíz de los escándalos de corrupción que han salido a la luz en los últimos tiempos, tanto en la derecha con algunos aliados electorales del PT, así como en varias de las instituciones y empresas públicas. También ha formado parte en las comisiones parlamentarias formadas para investigar los escándalos
En julio de 2006, el propio presidente Lula se declaró partidario de una serie de alianzas pluriclasistas y pluripartidarias lideradas desde su visón democrática de izquierda, admitiendo que en um eventual segundo mandato proseguiría con políticas más pragmáticas. Esto volvió a distanciar más al PT del PSOL
Ejerció el cargo de senadora por el Partido Socialismo y Libertad (PSOL), y fue candidata a la Presidencia de Brasil por el Frente de Izquierda (Frente de Esquerda), formado por los partidos PSOL, PSTU (Partido Socialista de los Trabajadores Unificado) y PCB (Partido Comunista Brasileño) en las elecciones que tuvieron lugar el 1 de octubre de 2006, las cuales le otorgaron la tercera posición en proporción a la cantidad de votos, al obtener el 6.85% de los sufragios. Fue la primera mujer que se postuló a presidenta de Brasil.
Su programa de izquierda se basa en un discurso más radical que el de Lula y Dilma, y en un discurso más confrontativo, y marcadamente antiimperialista, oponiéndose al pago de la deuda externa, a la llamada globalización neoliberal y a todas las injusticias cometidas por el capital. Su discurso es clasista, y reivindica un troskismo no tan sectario (cercano a la herencia política del economista marxista Ernest Mandel,)y proclama la solidaridad e independencia de clase de los trabajadores respecto a la gran burguesía (grandes empresarios, banqueros y latifundistas) Apoya más radicalmente también, el reparto de tierras para los campesinos sin tierra, el desarrollo sostenible, y las ayudas para las familias pobres (aún y cuando se han dado claros avances con los pasados gobiernos del PT). En política exterior apoya el multilateralismo, y se opone a los abusos cometidos por Estados Unidos y la Unión Europea en América Latina y otras partes del mundo.
Sus principales referentes políticos, según ha declarado, son Rosa Luxemburgo, León Trotski y el Che Guevara.

## Crisis de asma
Acompañada de parientes y amigos, la concejala por Maceió, Heloísa Helena (Psol), fue internada, en la noche del 30 de agosto de 2011, en el Hospital General del Estado (HGE), no Trapiche da Barra. Según informaciones pasadas por médicos especialistas, la parlamentaria habría sufrido una baja de presión arterial.